# La Roqueta (Alps Marítims)
La Roqueta de Sianha (en francès La Roquette-sur-Siagne) és un municipi francès situat al departament dels Alps Marítims i a la regió de Provença – Alps – Costa Blava.

## Demografia
| 1962                                       | 1968  | 1975  | 1982  | 1990  | 1999  | 2006  |
| ------------------------------------------ | ----- | ----- | ----- | ----- | ----- | ----- |
| 1.241                                      | 1.670 | 2.006 | 2.554 | 3.642 | 4.445 | 4.865 |
| Des de 1962: població sense dobles comptes |       |       |       |       |       |       |

## Administració
| Període   | Identitat           | Partit |
| --------- | ------------------- | ------ |
| 1995-2001 | Victor Daon         | RPR    |
| 2001-2003 | Catherine Giacomini | Cap 21 |
| 2003-2008 | Victor Daon         | UMP    |
| 2008-     | André Roatta        | UMP    |